# 関屋龍吉
- 関屋龍吉
- 関屋竜吉
- 關屋龍吉

関屋 龍吉（せきや りゅうきち、1886年（明治19年）7月2日 - 1976年（昭和51年）11月5日）は、大正・昭和戦前期の日本の文部官僚。文部省社会教育局長を務め、「社会教育育ての親」とも評される。「青い目の人形」による日米交流や、少年団・青年団の組織化などに足跡を残す。

## 生涯
1886年（明治19年）、岐阜県大垣で、旧藩校教官一柳元吉の二男として生まれる。関屋家の養子となり、東京へ出た。
当初は父の弟子であった日本鉄道幹部の吉川義幹の養子になる予定であったが、1897年（明治30年）に吉川が急逝したため、吉川の妻である与喜子（関屋家に復する）の養子となったものである。旧制大垣中学校（現在の岐阜県立大垣北高等学校）で1年生の課程を終えたあと、1899年（明治32年）春に東京府中学（翌年東京府立第一中学校に改称）に移り、第一高等学校を経て東京帝国大学に入学。1911年（明治44年）、法科大学政治科を卒業。
1911年（明治44年）に文官高等試験に合格し、1912年（明治45年）に文部省に試補として入省。1914年（大正3年）に文部省督学官兼参事官。1915年（大正4年）専門学務局実業教育課長。実業教育課長の龍吉は東京高等工業附属補習学校で「国民の心得」という科目を設けて自ら週1回講義を行った。この科目の教科書『国民の心得』について、日本初の公民科教科書とする見方がある。その後、1916年（大正5年）文部大臣秘書官兼文部省参事官、1921年（大正10年）秘書課長。
1923年（大正11年）、欧米に出張して教育制度と青少年教育を視察。1924年（大正13年）、普通学務局長。当時38歳の龍吉は文部省で最も若い局長であり、異例の出世であったとされる。
1927年（昭和2年）、欧米（アメリカ、イギリス、イタリア、ドイツ）を視察した。なおこの時、アメリカから贈られた「青い目の人形」に対する日本からの答礼人形をアメリカに送り届ける責任者となり、人形とともに全米各地を巡っている。
帰国後の1928年（昭和3年）、地域の中堅青年育成を掲げた財団法人日本青年協会を設立。「真ん中を歩こう」「土台石になろう」をモットーとし、東京・麻布の本部会館で寝食を共にしながらの指導に当たった。ドイツの青年運動や、デンマークの国民高等学校の教育制度などを研究したものとされている。

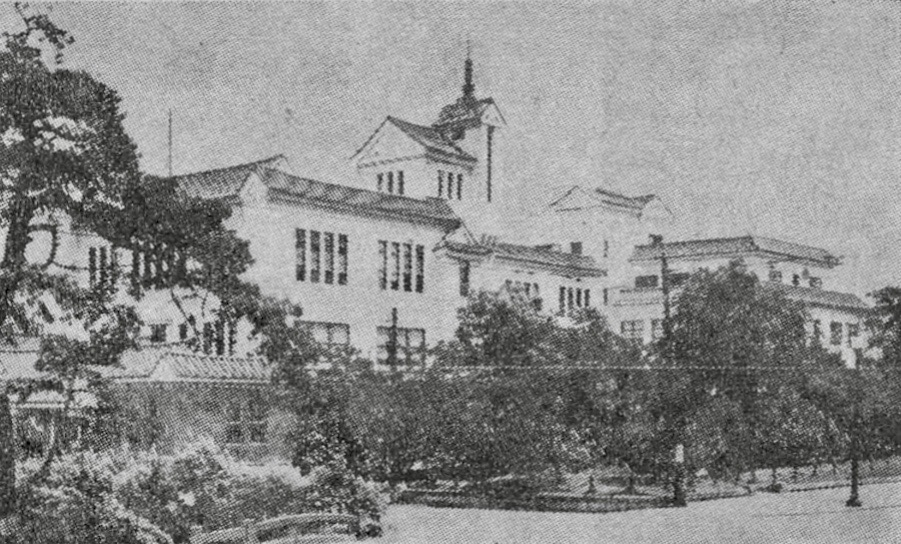
1937年に東京都港区芝公園に建てられた日本女子会館。1941年、関谷を代表者として「財団法人日本女子会館」が設立された。

1929年（昭和4年）社会教育局長に任命される。1931年（昭和6年）、大日本連合婦人会の結成に関わる。また、児童の校外指導のために帝国少年団協会の設立に携わった（1941年（昭和16年）に他の3組織と統合されて大日本青少年団が発足）。
1934年（昭和9年）、文部省直轄の研究・研修機関である国民精神文化研究所の初代所長に就任。なお龍吉が「初代所長」となっているが、この研究所は1932年設立であり、所長に適任者がいないという理由で粟屋謙（文部次官）や、事実上の国民精神文化研究所生みの親である伊東延吉（学生部長）が所長代行を務めていた。この人事について、当時の教育界では文部省の省内対立解消のための人事という批判もあった。龍吉は戦後の回想『壺中七十年』で、自分は「俗物」であるので、強い国家主義者である学者とやりあうのは危ういものであったと述べている。龍吉は7年間所長を務め、1941年（昭和16年）に伊東が第2代所長に就任した。同年12月26日、錦鶏間祗候を仰せ付けられた。
1941年（昭和16年）3月3日、財団法人日本女子会館（公益財団法人日本女性学習財団の前身の一つ）の設立が文部省から認可される。関屋は代表に就任。
1944年（昭和19年）退官。翌1945年（昭和20年）に日本女子会館は大日本女子社会教育会と改称する。
第二次世界大戦後は公職追放となるも、社会教育に携わり、1948年（昭和23年）にはブラジルを視察。日本女子社会教育会（大日本女子社会教育会から改称）の理事長・顧問を務め、1975年（昭和50年）に会長となった。翌1976年（昭和51年）に死去した。
岐阜県出身者として、濃飛学寮（現・岐阜県学寮）の運営に多大な貢献をした。1920年から1953年に至るまで第3代理事長・理事・寮監を務め、1923年に関東大震災で自宅を焼失すると、戸田家（濃飛学寮は旧大垣新田藩主の土地を借りて建てられていた）の許しを得て学寮の隣に自宅を建てた。家族ぐるみで寮生と関わり、龍吉逝去後もその子息は卒寮生と関係を保った。1953年に濃飛学寮と飛騨学寮が統合して岐阜県学寮が開寮した後も、1961年から1976年まで顧問を務めた。

## 主な著書
- 『農村社会教育』日本評論社、1933年
- 『壺中七十年』1965年
- 『随想録 社会教育事始め』顕彰会出版局、1975年

## 家族・親族
- 父は大垣藩で藩校の教官を務めていた一柳元吉（1842年 - 1919年、諱は「薫」、号「芳洲」）[16][3]。父の元吉は、明治維新以後は藩校の郷学校（現在の大垣市立興文小学校）への転換を促して無償で教授にあたり、以後も地域の教育振興や史跡の保存に力を尽くしたという[17]。
- 伯父（父の長兄）である野田達介は、江戸で狩野派の画を学んだあと、平田鉄胤門下で国学を学び、維新後は神職（神道教導職試補、神宮教中講義）を務めたという経歴の人物である[18]。
- 実兄に、王子製紙重役を務めるとともに一柳氏の家史編纂や関連史蹟の整備に努めた一柳貞吉がいる[2][5]。
- 妻の美穂子は博物学者である男爵田中芳男の五女で、長男・一郎、次男・龍夫、長女・壽子、次女・田鶴子[19]の2男2女があった[2]。

## 備考

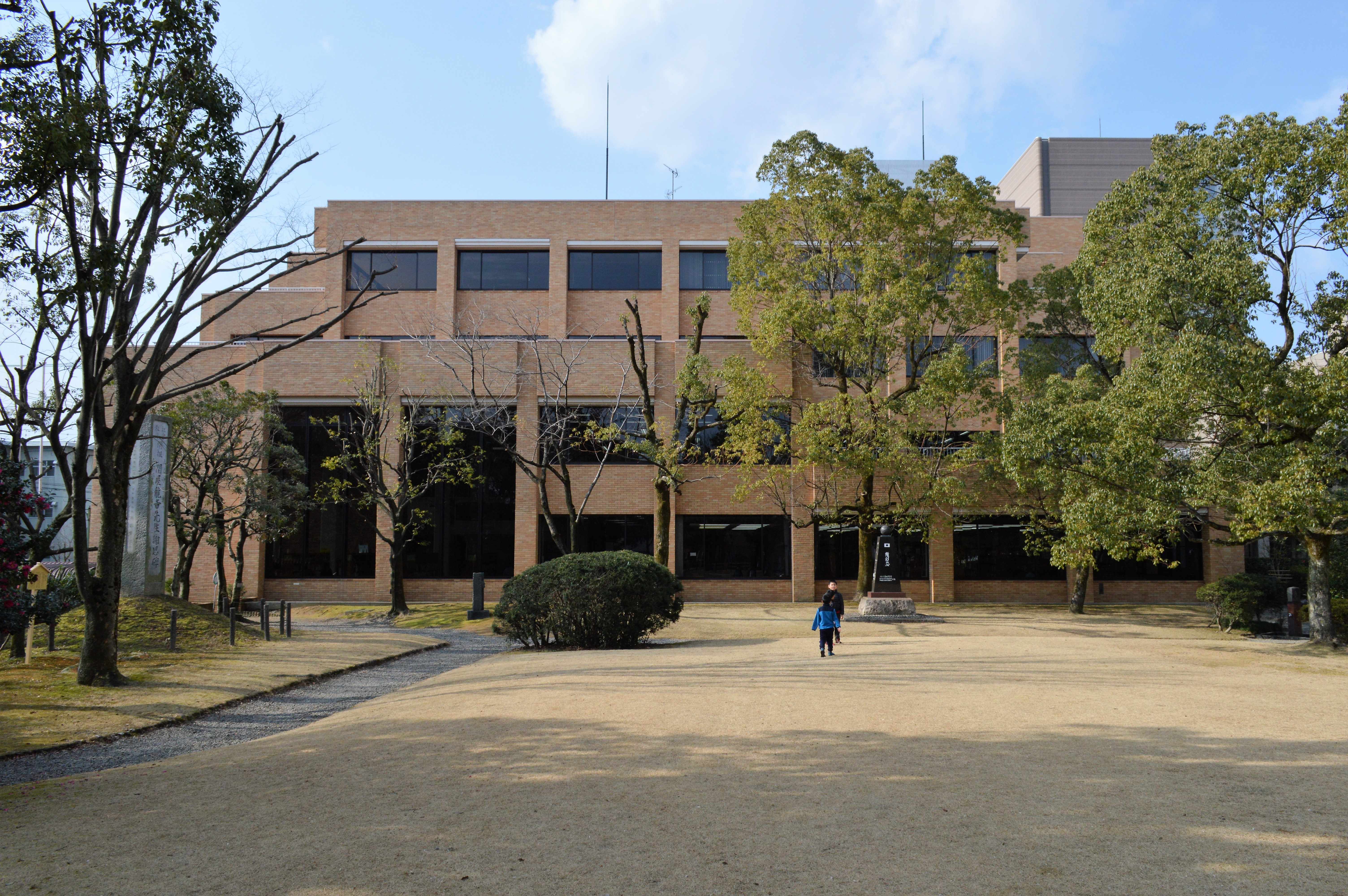
大垣市のスイトピアセンターの庭。写真の左方に謝恩碑が映っている。

- 学生時代に弓道に打ち込んでおり、のちに生弓会理事を務めた[3]。
- 1930年（昭和5年）に、「青い目の人形」と答礼人形に関する日本の児童向けパンフレット『アメリカへ行った人形のお話』を著している[7]。日米開戦後に「青い目の人形」は各地で処分されるような事態に発展したが、これを聞いた関屋は「口惜しいというかなさけないというか、あふれる涙を禁じ得なかったのである」（『社会教育事始め』）と記している[7]。
- 岐阜県大垣市室本町のスイトピアセンターの庭（大垣市立図書館の前）に「関屋龍吉先生謝恩碑」が建つ。1987年に日本青年協会と大垣市の有志によって建てられたもの[20]。寮監を務めた濃飛学寮時代に寮生であった上松陽助岐阜県知事による揮毫である[15]。